# Corsies
Corsies (en llatí Corsiae, en grec antic Κορσιαί) era una ciutat de Beòcia, un port situat al golf de Corint que menciona Escílax de Carianda.
Per Plini el Vell se sap que hi havia una altra ciutat amb aquest nom o un de molt semblant, Corseia, (Κορσεία), vora la ciutat de Cirtone.